# 克雷格 (科罗拉多州)
克雷格（英語：Craig），是美国科罗拉多州莫弗特县下属的一座城市，亦是其縣治。建市于1908年7月15日，面积大约为5.135平方英里（13.301平方公里）。根据2010年美国人口普查，该市有人口9,464人。2011年估计该市有人口9,229人。同时，论人口该市是科罗拉多州第47大城市。本城取名自其中一個克雷格的財政支持者，威廉·貝亞德·克雷格牧師。

## 地理
克雷格的座標為40°31′1″N 107°33′1″W / 40.51694°N 107.55028°W（40.516896,-107.550389）。根據2000年人口普查，本城面積為13.3平方英里（34.45平方），沒有水域。